# Rémay János
Rémay János (Stanferd, 1903. január 1. – Szeged, 1945. november 2.) válogatott labdarúgó, csatár, jobbszélső. Testvére, Rémay Gyula szintén válogatott labdarúgó volt.

## Pályafutása

### Klubcsapatban
A Nemzeti FC labdarúgója volt. Gyors, jól cselező, gólveszélyes játékos volt, akinek beadásai pontosak voltak.

### A válogatottban
1922 és 1925 között hat alkalommal szerepelt a magyar labdarúgó-válogatottban és egy gólt szerzett.

## Statisztika

### Mérkőzései a válogatottban
| Magyarország | Magyarország         | Magyarország                    | Magyarország  | Magyarország | Magyarország | Magyarország | Magyarország | Magyarország |
| #            | Dátum                | Helyszín                        | Hazai         | Eredmény     | Vendég       | Kiírás       | Gólok        | Esemény      |
| ------------ | -------------------- | ------------------------------- | ------------- | ------------ | ------------ | ------------ | ------------ | ------------ |
| 1.           | 1925. január 18.     | Milánó, Campo Milan             | Olaszország   | 1 – 2        | Magyarország | barátságos   | -            | 28'          |
| 2.           | 1925. március 25.    | Budapest, Hungária körúti pálya | Magyarország  | 5 – 0        | Svájc        | barátságos   | -            |              |
| 3.           | 1925. július 12.     | Stockholm                       | Svédország    | 6 – 2        | Magyarország | barátságos   | -            |              |
| 4.           | 1925. július 19.     | Krakkó, Wisla-pálya             | Lengyelország | 0 – 2        | Magyarország | barátságos   | -            |              |
| 5.           | 1926. február 14.    | Brüsszel, Daring Club-pálya     | Belgium       | 0 – 2        | Magyarország | barátságos   | 1            | 77'          |
| 6.           | 1927. szeptember 25. | Zágráb                          | Jugoszlávia   | 5 – 1        | Magyarország | barátságos   | -            |              |
|              | Összesen             |                                 |               | 6            | mérkőzés     |              | 1            | gól          |